# سایمن کینلی‌ساید
سایمن کینلی‌ساید (انگلیسی: Simon Keenlyside؛ زادهٔ ۳ اوت ۱۹۵۹) یک خواننده باریتون اپرا اهل بریتانیا است.
او فرزند ریموند و آن کینلی‌ساید است و خانواده‌اش اهل موسیقی و هنر بودند. ریموند نوازنده ویولن دوم در کوارتت آئولیان بود و پدربزرگ مادری‌اش، لئونارد هیرش ویولنیست بود. او در هشت‌سالگی وارد مدرسه «مدرسه موسیقی کالج سنت جان» شد؛ یک مدرسه شبانه‌روزی برای گروه کر پسران کالج سنت جان، کمبریج در کمبریج. بخش زیادی از دوران کودکی‌اش را صرف تورهای هنری و ضبط آثار با این گروه کر، تحت رهبری رهبر گروه، جورج گست کرد. سپس در مدرسه ریدز در کوبام تحصیل کرد و پس از آن رشته جانورشناسی را در دانشگاه کمبریج دنبال کرد. او سپس به عنوان دانشجوی بورس‌دار آواز، دوباره به کالج سنت جان بازگشت و پس از آن در دانشکدهٔ موسیقی نورثرن کالج در منچستر به تحصیل در رشته آواز پرداخت. پس از فارغ‌التحصیلی، در سال ۱۹۸۵ موفق به دریافت بورسیه‌ای از بنیاد پیتر مورز شد و برای ادامه تحصیل در رشته آواز به همان کالج بازگشت، جایی که زیر نظر باریتون جان کامرون آموزش دید و در آنجا به موسیقی لید و شعر آلمانی علاقه‌مند شد.
نخستین اجرای جدی و حرفه‌ای در سال ۱۹۸۷ در اپرای مانون لسکو (پوچینی) بود و پس از آن، اجراهای موفقی در تالار اپرای سلطنتی لندن، اپرای پاریس، اپرای سان‌فرانسیسکو، اپرای دولتی وین و تالار اپرای متروپولیتن نیویورک داشته‌است.